# Regió Nord-est del Brasil
La Regió Nord-est (en portuguès Região Nordeste) és una regió del Brasil formada pels estats d'Alagoas, Bahia, Ceará, Maranhão, Paraíba, Piauí, Pernambuco, Rio Grande do Norte i Sergipe. Tenia 53.078.137 habitants segons el cens de població 2010 i una àrea total d'1.558.196 km².

## Història
El Nord-est va ser originàriament habitat pels homes de la Prehistòria, posteriorment per pobles indígenes - en la seva majoria de la família tupí-guaraní. Aquests grups tenien en la tapioca (Manihot esculenta) el seu principal aliment. Abans de la colonització ajudaven els europeus a extreure fusta del Brasil a canvi d'espècies; però durant el període de colonització foren exterminats, a causa de les constants batalles contra els senyors dels engenhos (propietaris d'hisendes sucreres).
La regió va ser escenari del descobriment del que avui és Brasil. Els primers portuguesos van arribar en l'any 1500, al comandament de Pedro Álvares Cabral, a l'actual ciutat de Porto Seguro, en l'estat de Bahia.
Va ser en el litoral nordestí que va tenir lloc la primera activitat econòmica del país, l'extracció de fusta del Brasil. Països que no eren signataris del Tractat de Tordesillas (com per exemple França), realitzaven constants atacs al litoral amb l'objectiu de robar aquella fusta tan preuada en Europa. Per aquesta raó els francesos al començament del segle xvi es van instal·lar a la zona, prenent les actuals estats d'Alagoas, Pernambuco, Paraíba i Rio Grande do Norte. Van ser ràpidament expulsats de Pernambuco pels portuguesos i alguns anys més tard en 1535 d'Alagoas. Malgrat tot van aconseguir mantenir-se per més temps en Paraíba i Rio Grande do Norte realitzant aliances amb els aborígens. Després de 4 expedicions de reconquesta fallides, els portuguesos al comandament de Diogo Flores de Valdes i Filipe de Moura aconsegueixen recuperar Paraíba en 1584. L'últim bastió francès, Rio Grande do Norte, és reconquistat en 1597. Els francesos llavors es traslladen cap a Maranhão, amb la finalitat de conquistar el territori i fundant la ciutat de Saint Louis, actual São Luís. Els francesos són finalment expulsats en 1615.
A principis del segle xvii el Nord-est va ser envaït dues vegades pels neerlandesos. En 1624 comença la invasió holandesa del nord-est de Brasil amb la conquesta de la ciutat de Salvador, la qual seria recuperada per una flota hispano-portuguesa en 1625. No obstant això en 1630 els Països Baixos aconsegueixen conquerir la ciutat d'Olinda, amb el pas dels anys els holandesos conquistarien tota la capitania de Pernambuco (actuals estats de Pernambuco, Paraíba, Rio Grande do Norte (1634), Ceará (1637) i Maranhão (1641)). Els portuguesos aconsegueixen expulsar els invasors en 1654 en la segona batalla dels Guararapes.
Durant el període colonial, en el segle xvi, la resistència dels esclaus que fugien dels seus senyors i formaven quilombos es va iniciar al Brasil, amb la fugida d'esclaus cap al Quilombo dos Palmares, a la regió de la Serra da Barriga, actual estat d'Alagoas. En els diversos mocambos de Palmares van arribar a reunir-se més de 20.000 persones. Però no fou fins al 1694 que la capital de Palmares, "Macaco", fou finalment presa i destruïda. Després d'una intensa persecució, Zumbi dos Palmares, el líder, fou finalment capturat i degollat. El seu cap va ser exposat a la plaça pública de Recife.
La ciutat de Salvador va ser la primera seu del govern general al Brasil, perquè estava estratègicament localitzada en un punt mitjà del litoral. El govern general va ser una temptativa de centralització del poder para auxiliar a les capitanies, que estaven passant per un moment de crisi. L'activitat sucrera és encara avui la principal activitat agrícola de la regió.

## Geografia

Estats del Nord-est (en sentit de les agulles del rellotge):1 • Maranhão, 2 • Piauí, 3 • Ceará, 4 • Rio Grande do Norte, 5 • Paraíba, 6 • Pernambuco, 7 • Alagoas, 8 • Sergipe i 9 • Estat de Bahia

L'àrea del nord-est és d'uns 1.558.196 km², la qual cosa equival al 18% del territori nacional brasiler i és la regió que gaudeix de la major extensió de costa. Un fet interessant és que la regió conté els estats amb la major i la menor línia de costa, respectivament Estat de Bahia, amb 932 km de litoral i Piauí, amb 60 km de litoral.
Està localitzada entre els paral·lels de 01° 02' 30" de latitud nord i 18° 20′ 07″ de latitud sud i entre els meridians de 34° 47′ 30″ i 48° 45' 24" a l'oest del meridià de Greenwich. Limita al nord i a l'est amb l'oceà Atlàntic; al sud amb els estats de Minas Gerais i Espírito Santo i a l'oest amb els estats de Pará, Tocantins i Goiás.

### Relleu
Una de les característiques importants del relleu nordestí és l'existència de dos antics i extensos altiplans, l'altiplà de Borborema i l'altiplà de la conca del riu Parnaíba i d'algunes àrees altes i planes que formen les anomenades chapadas, com la Diamantina i la Chapada do Araripe. Entre aquestes regions hi ha algunes depressions, en les quals hi trobem el sertão, una regió de clima semiàrid.

### Clima

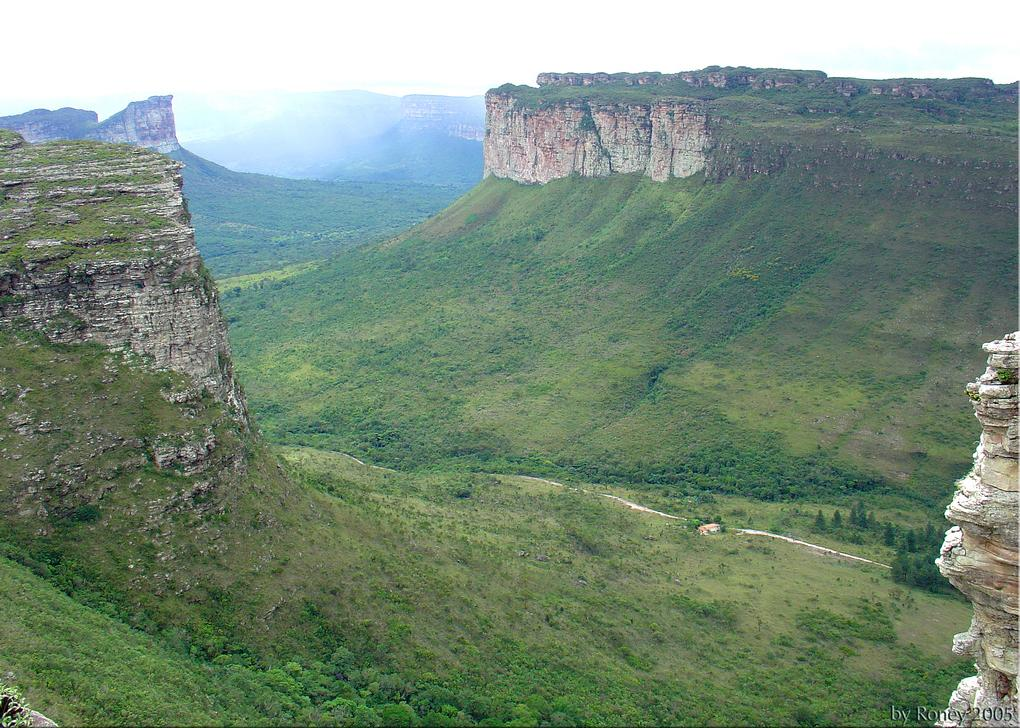
Vista del morro Pai Inácio, Chapada Diamantina-BA. Regió on la temperatura és més amena.

El nord-est de Brasil presenta temperatures elevades, la mitjana anual de les quals varia de 20° a 28 °C. A les àrees situades per sobre dels 200m i en el litoral oriental les temperatures oscil·len entre els 24° i els 26 °C. Les mitjanes anuals inferiors a 20 °C es troben a les àrees més elevades de la Chapada Diamantina i de l'altiplà de Borborema. L'índex de precipitacions anuals varia de 300 a 2.000 mm. Tres dels quatre tipus principals de climes del Brasil poden trobar-se en el Nord-est:
- Equatorial humit — Present en una petita part de Maranhão, a la frontera amb Pará;
- Humit del Litoral — Present des del litoral de l'Estat de Bahia fins al de Rio Grande do Norte;
- Tropical — Present en els estats de Bahia, Ceará, Maranhão i Piauí. Coincideix amb les zones de vegetació de cerrado i amb la Mata de Cocais, on predominen palmeres;
- Tropical semiàrid — present en tot el sertão.

## Economia
Hi ha grans desnivells socioeconòmics dins de la regió. L'estat més ric de la mateixa és Bahia mentre que el més pobre és Piauí.

## Turisme

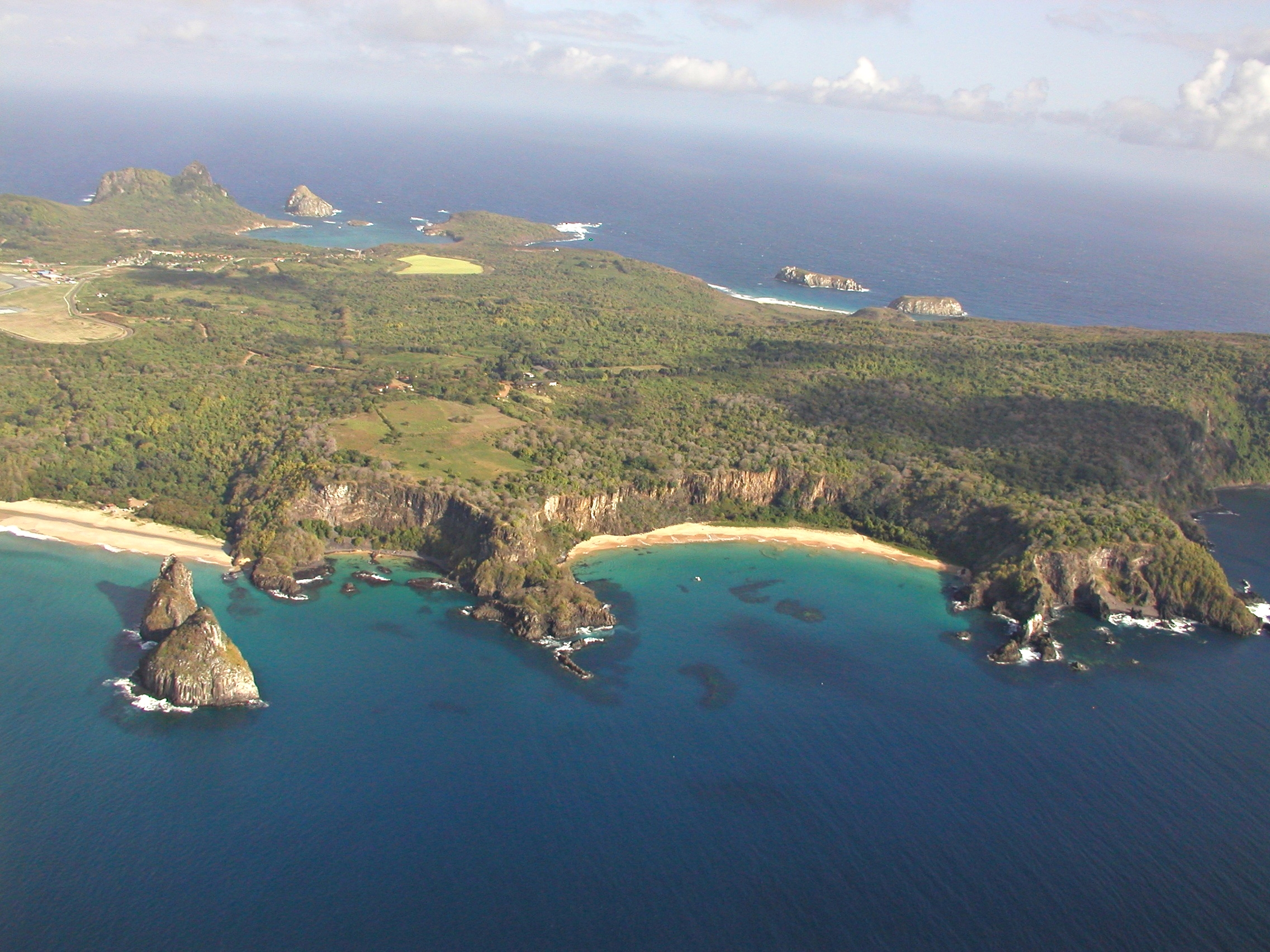
Dois Irmãos i Praia do Sancho, en Fernando de Noronha.

L'extens litoral de belles platges — moltes d'elles encara poc explorades — que poden ser comparades a les del Mar Carib, posen al Nord-est entre les grans destinacions turístiques mundials. Milers de turistes arriben tots els anys a través de moderns aeroports. Des de fa pocs anys els estats de la regió han rebut inversions amb la intenció de millorar la seva infraestructura, han creat nous pols turístics i desenvolupat l'ecoturisme. Aquest darrer té un gran potencial, per exemple en zones protegides de Mata Atlàntica, en la regió de Serra da Capivara en Piauí — un dels principals jaciments arqueològics del país —, i en Lençóis Maranhenses, un complex de dunes, rius, llacunes i manglars. Finalment l'illa de Fernando de Noronha amb les seves platges d'aigües clares i cristal·lines, és cada vegada més coneguda en àmbit nacional i mundial. En les seves aigües és possible albirar dofins que salten i són un atractiu més per al visitant.
La cultura de la regió és per ella mateixa un gran atractiu turístic. Tots els estats tenen festes i tradicions diferents. Els centres històrics d'Olinda, São Luís i el Pelourinho — a Salvador — són els grans atractius culturals de la regió, sent considerats Patrimoni Cultural de la Humanitat per la UNESCO.